# Benthogenia mahi
Espèce
Benthogenia mahi est une espèce d'étoiles de mer abyssales de la famille des Porcellanasteridae.

## Description
Benthogenia mahi se distingue de toutes les autres Porcellanasteridae par la présence d'organes cribriformes entre toutes ses plaques marginales, du disque à l'extrémité des bras, et de sa congénère Benthogenia cribellosa par ses bras plus robustes, moins de piquants oraux et adambulacraires, et des organes cribriformes ne recouvrant pas toute la surface de ses supéromarginales.

## Habitat et répartition
Comme toutes les Porcellanasteridae, Benthogenia mahi vit enfouie dans le sédiment en grande profondeur entre 400 m et 1 200 m dans le Pacifique sud-ouest, entre la Nouvelle-Calédonie, les Salomon et le Vanuatu.

## Systématique
Le nom valide complet (avec auteur) de ce taxon est Benthogenia mahi Fau 2024.

### Étymologie
Son épithète spécifique, mahi, lui a été donnée en l'honneur du biologiste marin Christopher L. Mah (d), spécialiste des étoiles de mer,.

### Publication originale
- (en) Marine Fau, « Revision of the genus Benthogenia Fisher, 1911 (Asteroidea, Echinodermata), with description of a new species and ossicle anatomy », Zoosystema, vol. 46, no 11,‎ 2024, p. 269-284 (DOI 10.5252/zoosystema2024v46a11, lire en ligne).